# Naturschutzgebiet Mittelsee bei Langwitz
Koordinaten: 53° 39′ 46,8″ N, 12° 42′ 6,7″ O

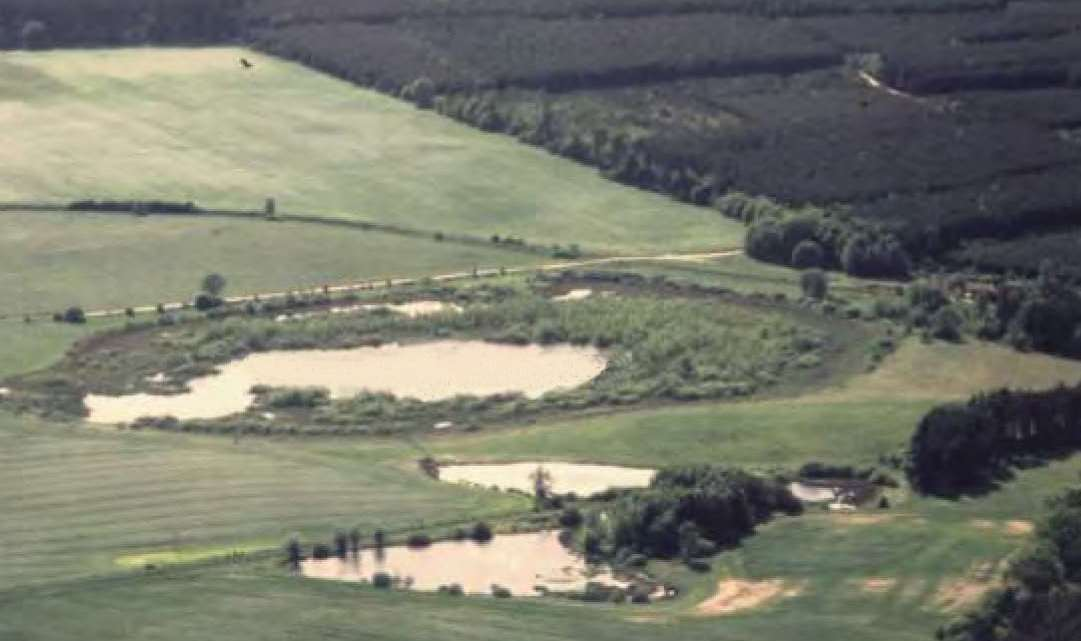
Luftbild von Nordost

Das Naturschutzgebiet Mittelsee bei Langwitz ist ein 15 Hektar umfassendes Naturschutzgebiet in Mecklenburg-Vorpommern fünf Kilometer südlich von Malchin und unweit nördlich von Langwitz. Die Unterschutzstellung erfolgte am 14. April 1954 mit dem Zweck, einen Kesselmoorkolk mit freier Wasserfläche und ein Schwingmoor mit Verlandungsgürtel zu schützen und zu entwickeln.
Der aktuelle Gebietszustand wird als unbefriedigend eingeschätzt, da der Wasserhaushalt der Flächen gestört ist. Nördlich angrenzende Feuchtwiesen werden intensiv landwirtschaftlich genutzt und entwässert. Nachteilig wirkt sich weiterhin ein untypischer Fischbesatz durch Angler aus, der neben der Faunenverfälschung auch zur Eutrophierung des Gewässers und zu deutlichen Trittschäden führt. Ein Wanderweg von Langwitz nach Basedow streift das Gebiet und bietet sehr gute Einsichtmöglichkeiten in die Flächen.

## Geschichte
Der Mittelsee entstand aus einer Toteisform in einer ursprünglich abflusslosen Senke. Noch im 19. Jahrhundert betrug die Wasserfläche 8 Hektar. Schwingmoordecken und eine breite Verlandungszone sowie ein Regenmoor mit einem Kolk konnten sich ausbilden. In den 1960er Jahren wurde die Landnutzung merklich intensiviert. In Richtung Ostpeene fließende Entwässerungsgräben wurden durch angrenzende Feuchtwiesen gezogen, um die Flächen zu beweiden, so dass der See zunächst schrumpfte. Da der Torfkörper in Folge absackte vergrößerte sich der Seespiegel wieder. Aktuell wird noch die Hälfte der Grünlandflächen als Weide genutzt.
Nördlich des Sees liegt die Steinkiste von Langwitz.

## Pflanzen- und Tierwelt
Im 19. Jahrhundert war der Mittelsee durch zahlreiche bedeutende Pflanzen überregional bekannt: Kleine Teichrose, Strandling, Sumpf-Weichwurz und Gewöhnlicher Herzlöffel kamen vor, verschwanden jedoch bis in die 1980er Jahre. Die Wasserfläche des Mittelsees ist bedeckt mit Rohrkolben, Scheinzypergras-Segge und Sumpf-Farn. Krebsschere wächst im nördlichen Schwingmoorbereich. Seggenriede schließen landseitig und gehen in Grauweiden-Gebüsche über.
Das Schutzgebiet gibt 20 Libellenarten Lebensraum, darunter Kleine Binsenjungfer, Große Moosjungfer und Grüne Mosaikjungfer. Brutversuche wurden von zahlreichen Vogelarten beobachtet, die jedoch durch den Störungsdruck von Anglern  oft abgebrochen wurden. Fischadler und Baumfalke nutzen den Mittelsee als Jagdrevier.